# Foca barbuda
La foca barbuda (Erignathus barbatus) és una foca que habita la regió de l'oceà Àrtic. Viu des del nord del Canadà i a tot el nord d'Europa. Arriba fins a 80-85° de latitud nord. Segons les estimacions més recents, té una població de més de 500.000 individus. És molt vulnerable als canvis en el seu hàbitat. Normalment se la caça per la caça de subsistència a Rússia, Alaska i Groenlàndia.